# Julius Brauns

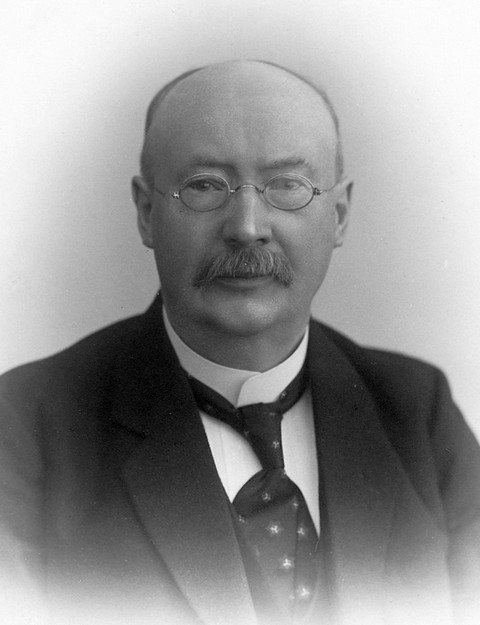
Julius Brauns

Julius Johann Diedrich Adolf Brauns (* 8. Januar 1857 in Ludwigslust; † 24. Februar 1931 in Bergedorf) war ein deutscher Lehrer, Stenograf und Erfinder einer Kurzschrift.

## Leben
Nach seinem Studium der Philologie und neueren Sprachen in Berlin und Greifswald wurde Brauns 1878 wissenschaftlicher Hilfslehrer in Schwerin. Später nahm er noch eine Reihe anderer Lehrtätigkeiten an, zuletzt wirkte er an der Universität Hamburg als Lektor der romanischen Sprachen. 1922 trat er in Ruhestand, am 24. Februar 1931 verstarb Brauns in Bergedorf.
Das Kurzschriftsystem Gabelsbergers erlernte Brauns 1872 im Selbstunterricht. Im Folgejahr eignete er sich auch noch die Altstolzesche Kurzschrift an. Nach fünf Jahren kurzschriftlich-wissenschaftlicher Untersuchungen veröffentlichte Brauns 1887 zehn Thesen, welche eine Schulkurzschrift seiner Ansicht nach erfüllen müsse. So forderte er beispielsweise, dass für eine solche Stenografie die gleichen Rechtschreibregeln gelten müssen wie für die gewöhnliche Rechtschreibung.
Brauns’ Kurzschrift nahm jedoch nie einen hohen Stellenwert ein. Brauns selbst war dennoch an Einigungsverhandlungen beteiligt, so war er etwa auch Mitglied bei Verhandlungen über die Deutsche Einheitskurzschrift.
Die Brauns’sche Kurzschrift wurde auf die schwedische, die dänisch-norwegische und die spanische Sprache sowie Esperanto übertragen.